# 多峰主山
多峰主山（とうのすやま。「多峯主山」とも）は、埼玉県飯能市の山。標高271m。奥武蔵山系の東側に位置する。

## 概要
多峰主山は天覧山の西側に位置し、天覧山とセットで歩かれることが多い山である。標高も低く、登山道も整備されており、年間8万人から9万人もの人が訪れるハイキングコースとしても人気が高い。2016年2月には飯能市により、頂上の南側中腹にトイレも設置された。
標高の割には眺望がよく、天覧山（197m）に続く丘陵や飯能市街、周囲の龍崖山（246m）や日和田山（305m）、さらに西武ドーム球場、さいたま新都心や東京スカイツリーなど都心部、遠くは筑波山と天気が良ければ関東平野を一望できる。奥多摩、奥武蔵、秩父の山々も一望でき、富士山も見ることができる。
登山道としては、東側の天覧山や南側の入間川吾妻峡に降りるルートが一般的だが、西南側の久須美坂、東坂を経由して、天覚山（445.5m）、大高山（493m）、子の権現（640m）、さらには伊豆ヶ岳と、飯能アルプスと呼ばれる奥武蔵の山々へと続く登山道もあり、縦走登山やトレイルランニングなどで走られることもある。
東側から頂上への直登ルートでは、頂上のすぐ下に岩場と鎖場もあり若干危険である。東側からの登山道でも、頂上付近では雨乞い池を経由する南側からのルートに迂回する方が初心者には安全である。

## 文化・歴史
山頂には1万2000個もの経文を書いた石が埋められていると言われる経塚がある。
南側の山頂直下には、飯能の国衆中山氏の一族で、江戸幕府の寺社奉行、老中を勤めた大名・黒田直邦の墓がある。また直径20mほどの雨乞い池があり、かつては雨乞いが行われていた。鼻をつまみ息を止めて池を7周すると、池の中に変異が現れるという伝承もある。
南側への登山道には、中腹に御嶽八幡神社がある。
東南方向への坂は「見返り坂」と呼ばれ、源義経の母・常盤御前が、あまりの景色の良さに振り返りながら上ったとされる。常盤が丘と呼ばれる丘には、常盤御前の墓と伝えられる、宝篋印塔が存在している。
見返り坂の付近では、牧野富太郎博士により新種のササが発見され、当地の名前をとって「ハンノウザサ（飯能笹）」と名付けられた。1941年に自生地は埼玉県指定天然記念物になり、現在も保護されている。現在、ハンノウザサはアズマザサ（Sasaella ramosa）と同一種とされている。アズマザサ属は、ササ属とメダケ属との雑種の属と言われ、ハンノウザサの雌親は周辺に自生していないミヤコザサであるという研究成果もある。
飯能が舞台の『ヤマノススメ』では、富士山の登山に失敗したあおいが、天覧山で偶然会った親友のひなたと一緒に多峰主山へ登り、再び山への熱意を取り戻すきっかけになる登山をしている。

## 付近の施設
- 飯能駅
- 高麗駅
- 常盤御前（源義経の母）の墓
- 江戸幕府老中・沼田藩主・黒田直邦の墓
- 本郷バス停、吾妻峡バス停、天覧山下バス停（国際興業バスで飯能駅行きバスが運行、埼玉県道70号飯能下名栗線沿い）

## 付近の山川
- 雨乞池
- 天覧山（てんらんざん、標高197m）
- 天覚山（てんかくざん、標高445m）
- 入間川
- 吾妻峡
- 飯能河原

## ギャラリー

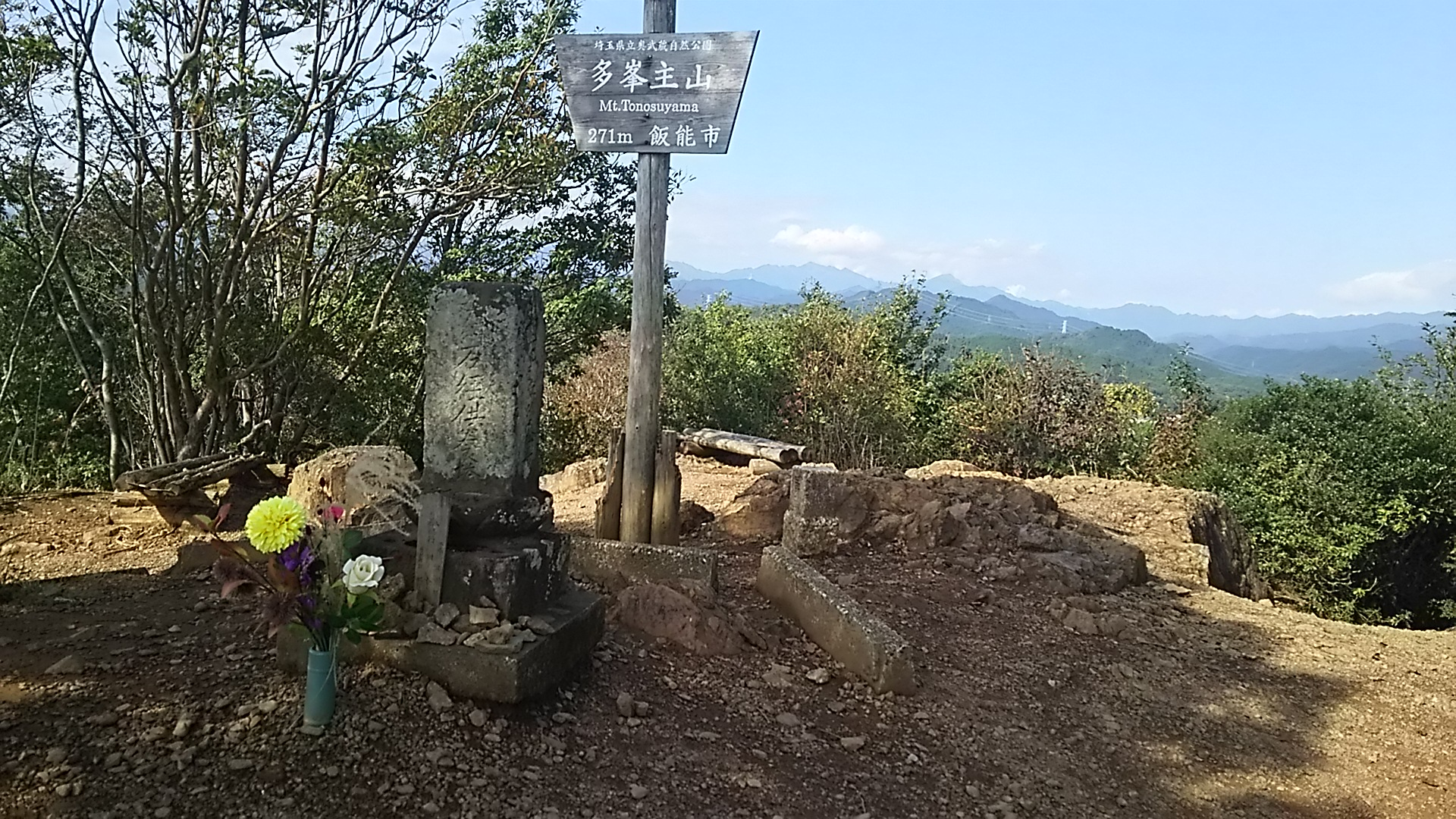
山頂標
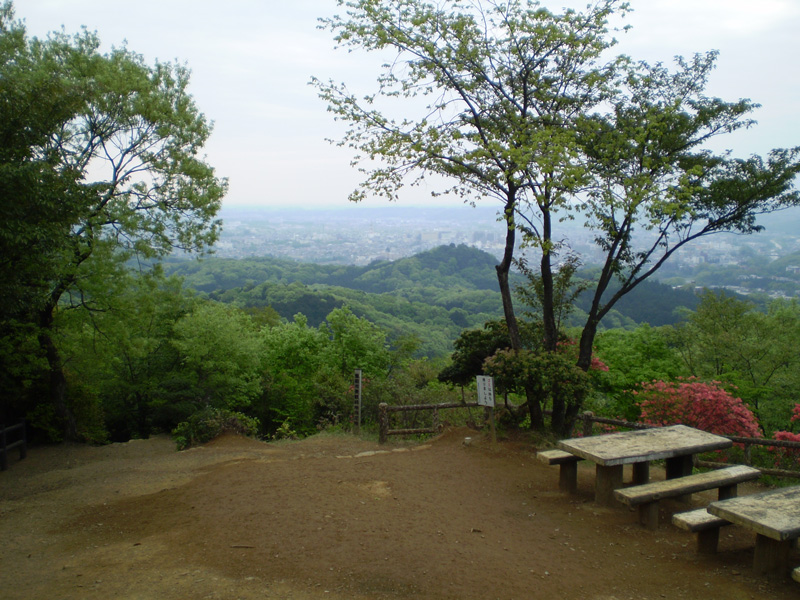
頂上1
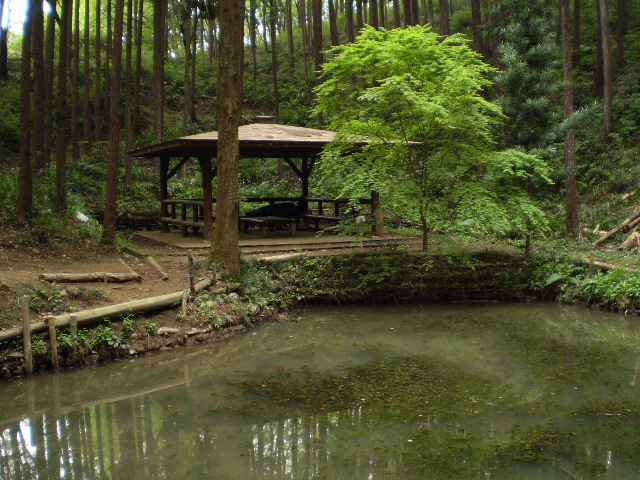
雨乞いの池
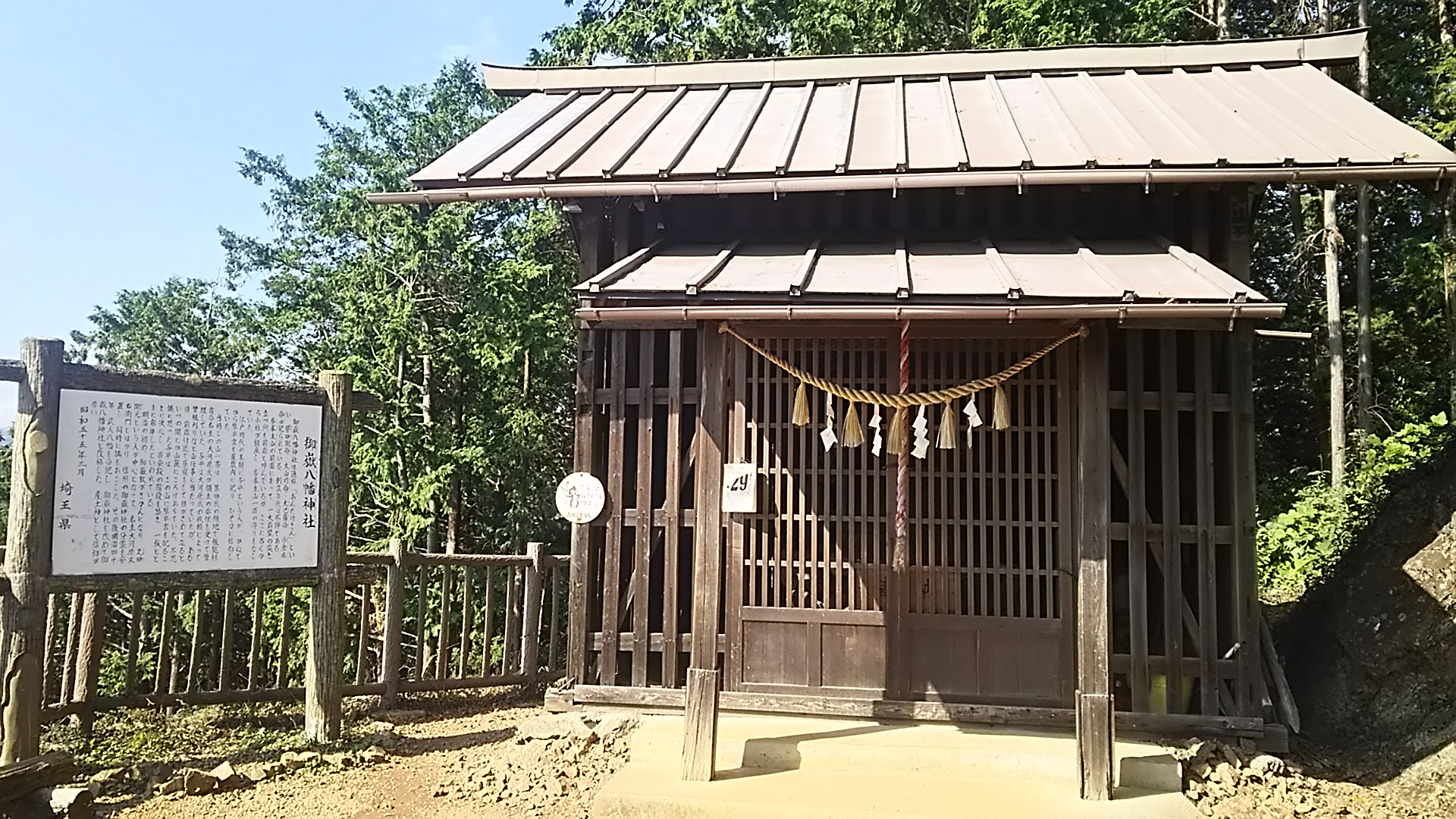
御嶽八幡神社